# サントゥスタシュ教会 (パリ)

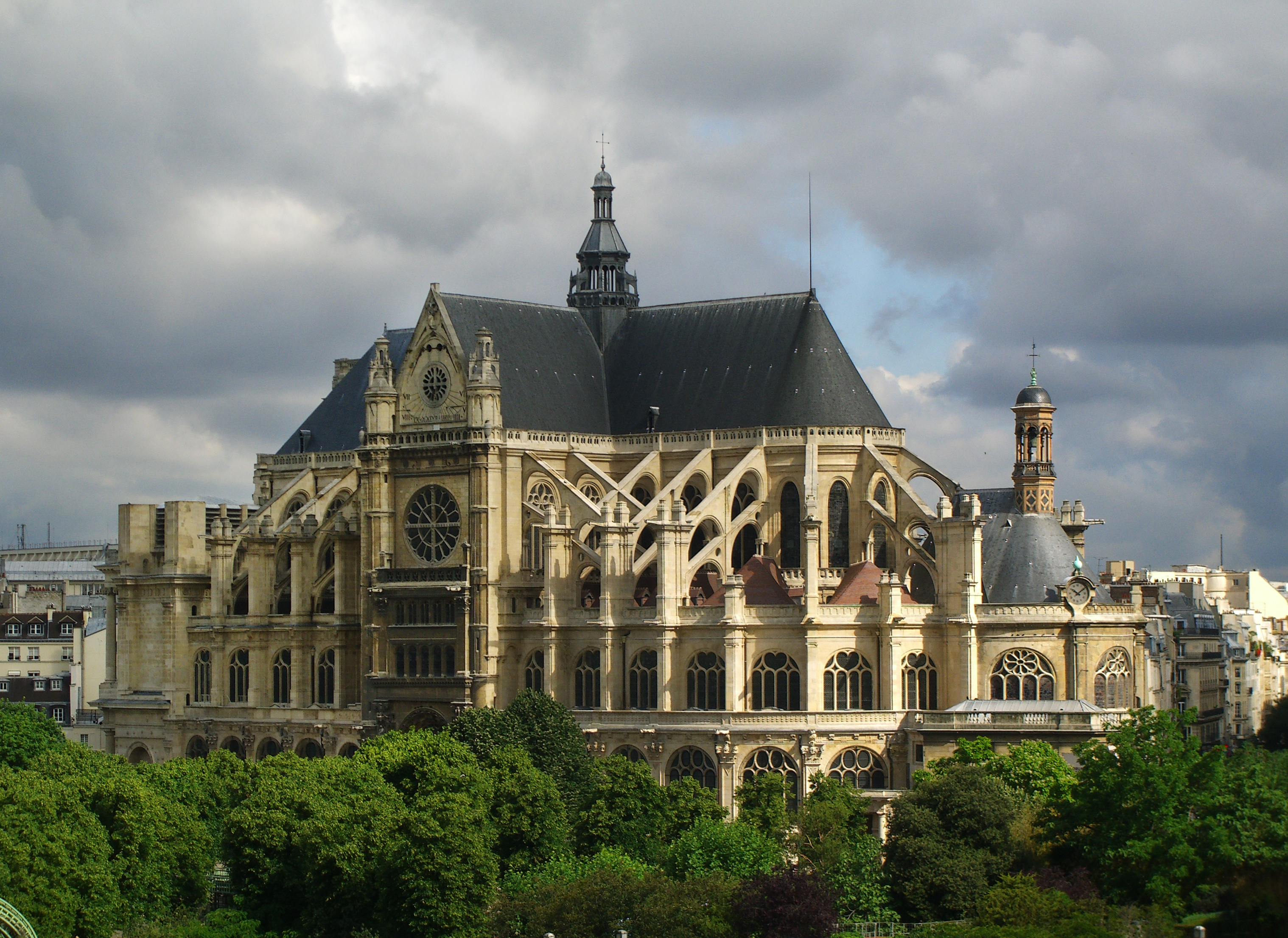
サンテュスタシュ教会

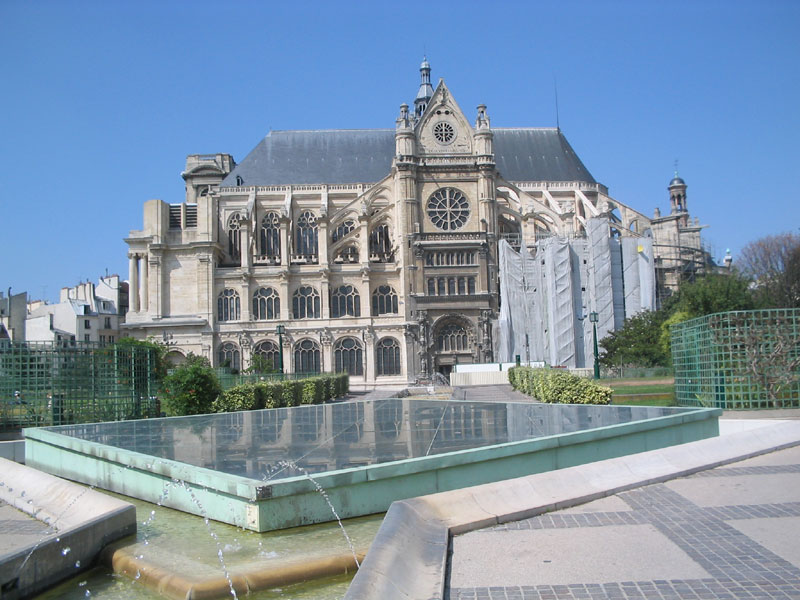
レ・アルからの眺め

サントゥスタシュ教会（サントゥスタシュきょうかい、フランス語: Église Saint-Eustache de Paris）またはサンテュスタシュ教会は、フランス・パリ1区のレ・アル地区の中心部、ランビュトー通り146番地にあるカトリック教会である。現在の建物は1532年から1632年にかけて建てられた。
プラキドゥスとして生まれて、狩猟を愛した3世紀の将軍で、キリスト教に改宗したマコンの聖ユステス（saint Eustache de Macon、ローマの大将軍エウスタキウスとは別）に、この教会は捧げられている。
サンテュスタシュ教会はパリの中世の市場 (レ・アル) とモントルグイユ通りの近くにあり、複数の建築様式が融合している。全体の構造はフランボワイヤン・ゴシック様式であるが、内部装飾やその他の細部はルネッサンス様式と古典様式である。 
パリ・ノートルダム大聖堂の2019年の復活祭ミサは、火災後のため、サントゥスタシュ教会で行われた。